# Пятигорский, Григорий Павлович
Григо́рий Па́влович Пятиго́рский (в английском варианте Gregor Piatigorsky; 4 [17] апреля 1903, Екатеринослав — 6 августа 1976, Лос-Анджелес) — российский и американский виолончелист.

## Биография
Родился 4 апреля (по старому стилю 1903 года в Екатеринославе, был одним из шестерых детей в еврейской семье. Его отец, екатеринославский мещанин Исаак Абрамович (Ицко Аврумович) Пятигорский (3 февраля 1876 — после 1962), работал в семейном книготорговом предприятии А. И. Пятигорского на Троицком бульваре, 49, в Екатеринославе, играл на скрипке и альте в местном оркестре. Мать, Бася Лейзеровна Амчиславская (1882—?), происходила из кременчугской ремесленной семьи, её отец был столяром. Родители заключили брак в Екатеринославе 6 октября 1898 года.
Обучался игре на скрипке и фортепиано под руководством отца, с семи лет перешёл на виолончель (до 1912 года учился в Екатеринославском музыкальном училище). В 1912 году вся семья поселилась в Москве (где отец стал именоваться Павлом Ивановичем, а мать Марией), здесь уже жила сестра отца Юлия Агранова с мужем. Отец предпринял безуспешную попытку стать профессиональным скрипачом в Петербурге, а в 1913 году с двумя старшими сыновьями отправился в столь же безуспешное турне, преждевременно завершившееся в Астрахани. В 1914 году Григорий Пятигорский поступил на младшее отделение Московской консерватории, где учился у Альфреда фон Глена, затем брал частные уроки у Анатолия Брандукова. В 1919 году стал членом струнного квартета имени Ленина, возглавляемого Львом Цейтлиным, а также концертмейстером группы виолончелей оркестра Большого театра.
Через два года Пятигорский покинул СССР, уехав сначала через Львов в Варшаву, затем в Лейпциг, где совершенствовался у Юлиуса Кленгеля. Последний концерт с участием Пятигорского перед отъездом состоялся 14 апреля 1921 год в малом зале Музыкального отдела НКП. В 1924 году Вильгельм Фуртвенглер пригласил музыканта в Берлинский филармонический оркестр, где он работал в течение последующих четырёх лет, после чего покинул коллектив, решив начать сольную карьеру. В Берлине Пятигорский познакомился с пианистом Артуром Шнабелем и скрипачом Карлом Флешем, сформировал с ними трио, которое пользовалось большой популярностью. Мировую известность как солист Пятигорский получил в 1929, когда впервые выступил в США с Нью-Йоркским филармоническим оркестром.
В 1930-х — 1950-х годах Пятигорский также сотрудничал с Яшей Хейфецем, Натаном Мильштейном, Сергеем Рахманиновым, Артуром Рубинштейном, Владимиром Горовицем и другими выдающимися музыкантами своего времени.
В 1941—1949 годах преподавал в Кёртисовском институте (Филадельфия), с 1957 — в Бостонском университете. Поселившись в 1961 году в Калифорнии, совместно с Хейфецем дал ряд концертов камерной музыки, многие из которых были записаны. Пятигорский продолжал играть до пожилого возраста, выступив, в частности, на концертах по случаю своего 70-летия в 1973 году. C 1962 года и до конца жизни — профессор Южно-Калифорнийского университета, где основал кафедру музыки.
В 1962 и 1966 годах входил в состав жюри Конкурса имени Чайковского в Москве.
Похоронен в Мемориальном парке Вествуд (англ. Pierce Brothers Westwood Village Memorial Park & Mortuary)

## Творчество
Пятигорский считается одним из лучших виолончелистов своего поколения. В его игре сочетались блестящая виртуозность и отменный исполнительский вкус, оригинальная фразировка, особое звучание инструмента. Наиболее ярко исполнительское искусство музыканта проявлялось при исполнении романтических сочинений. Рихард Штраус, услышав в исполнении Пятигорского соло виолончели в своей симфонической поэме «Дон Кихот», сказал: «Это звучало именно так, как я и задумывал». В исполнении музыканта впервые прозвучали концерты Кастельнуово-Тедеско, Хиндемита и Уолтона. Сам Пятигорский является автором ряда оригинальных сочинений для виолончели и переложений. Его записи считаются классикой виолончельного исполнительства.
Учениками Пятигорского были виолончелисты Димитрий Маркевич, Миша Майский, Лесли Парнас, Лоуренс Лессер, Рафаэль Уоллфиш, Натаниэль Роузен.

## Семья
Братья — советские виолончелисты, профессор Александр Павлович Стогорский (1910—1987) и заслуженный артист РСФСР, дирижёр Леонид Павлович Пятигорский (9 ноября 1900 — 21 июня 1973).
Первым браком (1924—1933) был женат на выпускнице Петроградской консерватории Лидии Владимировне Антик, дочери книгоиздателя В. М. Антика (она позже вышла замуж за виолончелиста Пьера Фурнье).
С 1937 года был женат на Жаклин Ребекке Луизе де Ротшильд, дочери Эдуарда Ротшильда, американской теннисистке и шахматистке. У них родились дочь Ефта (1937) и сын Джорам (1940), молекулярный биолог.

## Шахматы
Пятигорский был большим любителем шахмат, а его жена Жаклин представляла США на женской шахматной олимпиаде в 1957 году. Пятигорские организовали два шахматных турнира, получивших название Кубок Пятигорского и собравших исключительно сильный состав участников. В первом турнире в 1963 году в Лос-Анджелесе первое место разделили Пауль Керес и Тигран Петросян, а во втором (1966 год, Санта-Моника) Борис Спасский на пол-очка опередил Роберта Фишера.